# Breite Straße 40 (Quedlinburg)

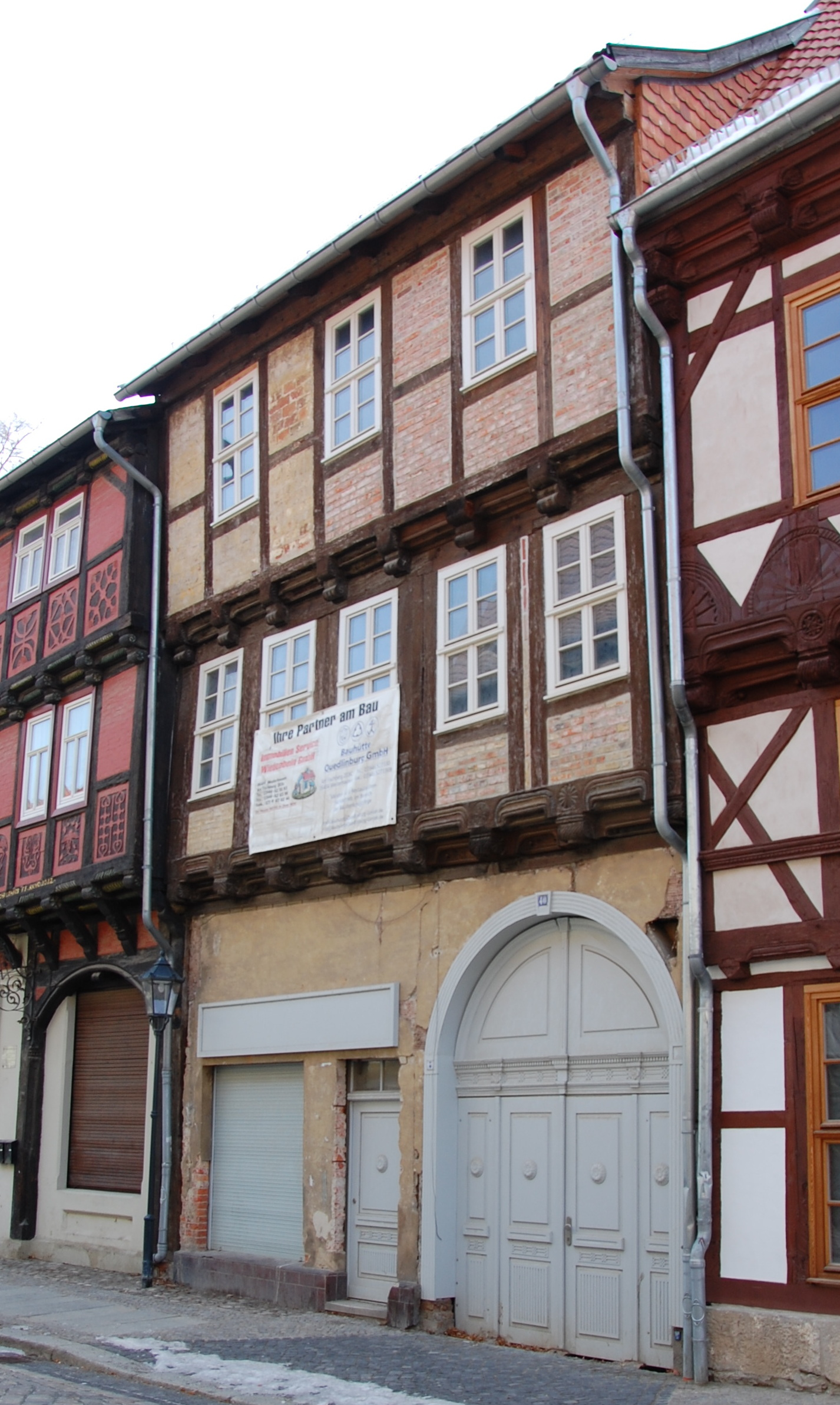
Haus Breite Straße 40

Das Haus Breite Straße 40 ist ein denkmalgeschütztes Gebäude in der Stadt Quedlinburg in Sachsen-Anhalt.

## Lage
Es befindet sich nordöstlich des Marktplatzes der Stadt und gehört zum UNESCO-Weltkulturerbe. Im Quedlinburger Denkmalverzeichnis ist es als Kaufmannshof eingetragen. Nördlich grenzt das gleichfalls denkmalgeschützte Gildehaus zur Rose, südlich das Haus Breite Straße 41 an.

## Architektur und Geschichte
Das straßenseitige, acht Gebinde breite Wohnhaus der Anlage entstand in der Zeit um 1550, vermutlich 1551. Bei einer dendrochronologischen Untersuchung von Teilen des Dachstuhls, wurde eine Fällung der verwendeten Hölzer für das Jahr 1549 festgestellt. Am dreigeschossigen Fachwerkhaus finden sich Reste der ursprünglich bestehenden Fächerrosetten, wobei jedoch keine vollständige Rosette erhalten ist. Darüber hinaus finden sich Schiffskehlen mit Ziernägeln und Balkenköpfe in Walzenform.
Vermutlich im Barock wurde im hofseitigen Teil des Erdgeschosses eine Schwarze Küche eingefügt. Die in Resten erhaltene Küche verfügt über einen quadratischen Grundriss und nimmt die komplette Höhe des Erdgeschosses ein. An den Seiten bestehen vier aus Ziegelsteinen gemauerte, auf Sandsteinpfeilern ruhenden Bögen. Die Bögen sind mit Mauern aus Sandstein verschlossen. In späterer Zeit wurde die Nutzung der Schwarzen Küche aufgegeben und der Raum nach oben mit einem kleinen, im Fischgrätverband gemauerten Gewölbe verschlossen.
Unterhalb der Schwarzen Küche befindet sich ein Keller.
In der Zeit um 1860 erfolgte durch den Lederhändler Carl Mantel ein Umbau zum Wohn- und Geschäftshaus. Mantel wird auch 1878 noch als Besitzer geführt. Das hohe Erdgeschoss wurde bei Umbauten komplett erneuert und ist nun in massiver Bauweise ausgeführt. Es verfügt in seiner Südhälfte über eine im Stil des Klassizismus gestaltete Tordurchfahrt. Das Tor verfügt über ein rundbogig gearbeitetes Oberteil und ist mit Schnitzereien versehen.
Die oberen Geschosse des Hauses kragen jeweils etwa 20 cm vor. Im ersten Obergeschoss wurden die Fachwerkständer verschoben, ausgetauscht, umgebaut bzw. seitlich aufgedoppelt. Ursprünglich vorhandene Fußwinkelhölzer sowie unter den Balkenköpfen befindliche Knaggen wurden entfernt. Im Zuge des Umbaus wurden auch größere Fenster eingesetzt und die Fachwerkriegel entsprechend versetzt. Die Gefache sind mit Ziegelsteinen vermauert. Spätere Umbauten erfolgten durch den Bildhauer Friedrich Hohmeyer und den Fleischermeister Karl Düsel.
Wohl im 19. Jahrhundert wurde das Gebäude um eine Etage aufgestockt. Zwischen den Fachwerkständern sind im Wechsel vermauerte Gefache und Fenster eingefügt. Die eingesetzten Hölzer sind gesägt und weniger mächtig als die Konstruktionen im ersten Obergeschoss. Der Bereich der Deckenbalken zwischen den beiden Obergeschossen wurde vollständig erneuert.
Ende des 19. Jahrhunderts war die Fassade noch in der Form des Klassizismus gestaltet. So waren die Fenster des Hauses von einer profilierten Umrahmung gefasst, die Fenster im Erdgeschoss waren auch überkront. Die Fassade war verputzt und die Stockwerksschwellen mit einer Profilbohle oder Stuckelementen hervorgehoben.
Im Hof befand sich ein langgezogener, im 17. Jahrhundert entstandener Gebäudeflügel. Das Kalkleistendach und das Fachwerk des Flügels waren überwiegend original erhalten. Ende der 1990er Jahre wurden dieses Nebengebäude abgerissen.
Ende der 1990er Jahre begann eine Sanierung des Hauses. Bedingt durch einen Befall mit Hausschwamm musste dabei die hofseitige Fassade komplett entfernt und neu errichtet werden. Darüber hinaus machte sich eine teilweise Erneuerung der Holzbalkendecken erforderlich. Die Deckenbalken verfügten seitlich über eine Nut, in die Lehmwickel eingeschoben werden konnten. Aufgrund der vielen Umbauten und den im Zuge der Sanierung erforderlich gewordenen Baumaßnahmen, sind nur noch wenige originale Bauteile aus der Bauzeit im 16. Jahrhundert vorhanden.